# Luis María Bandrés
Luis María Bandrés Unanue (Pasajes, 18 de febrero de 1944 - 2 de diciembre de 2009) fue un político y catedrático español que fue dirigente del Partido Nacionalista Vasco (PNV).
Bandrés obtuvo el título de perito industrial y trabajó como profesor de la Escuela Universitaria de Ingenieros Técnicos Industriales de San Sebastián de 1965 hasta 1969 y se doctoró seis años después. En 1985, sirvió como Consejero de Cultura en el gabinete de José Antonio Ardanza (cargo que ocupó hasta 1987) y fue diputado foral de Guipúzcoa. Fue parlamentario del Partido Nacionalista Vasco y líder del partido en Guipúzcoa. Posteriormente fue miembro de la dirección del PNV, cargo que continuó hasta su muerte en 2009. Su última participación en la política activa fue como integrante del Gipuzku Buru Batzar (GBB), cargo que ocupó hasta 2007.
Combinó su faceta política con la de catedrático de ingeniería eléctrica de la Universidad del País Vasco en San Sebastián. Además, fue director de la Universidad de Educación a Distancia de Bergara de 1979 a 1985. Fue un gran defensor del euskera. En 1972, fue uno de los grandes artífices de la introducción del euskera en la ciencia además de ser miembro, entre otras, de la Real Sociedad Bascongada de Amigos del País, del Grupo de Ciencias Naturales Aranzadi, de la Asociación de Txistularis y director de su revista, e integrante del grupo musical Ez dok amairu.
Fue articulista en diferentes medios de comunicación y es autor de diferentes libros de divulgación científica como Fisika (1977), Algebra bektoriala (1978), Elextromagnetica I y II (1979-1980), Ekonomiaren astapenak (1980), Fisikaren hiztegia (1979), Tecnologia elecktrikoa (1981) y Termodinamika klasikoarenoinarriak (1983).
Luis María Bandrés murió el 2 de diciembre de 2009 después de una larga enfermedad a los 65 años. Su funeral fue en la parroquia Santa María de San Sebastián.